# Élymes
Les Élymes (en grec ancien : Έλυμοι ; en latin classique : Elymi) étaient un peuple de l’Antiquité, installé en Sicile occidentale.

## Origines
Les contradictions entre les sources antiques et la difficile identification archéologique d'un territoire et d'une culture élymes distincte de ceux des Sicanes, ont nourri de longs débats parmi les historiens.
Leurs origines ne sont pas connues avec certitude, mais ce peuple de langue indo-européenne, ainsi que l’a montré Michel Lejeune, est supposé provenir d'Anatolie, des Balkans ou d’Italie.
Thucydide écrit à leur sujet qu'ils étaient des Troyens ayant fui les Achéens lors de la prise de leur cité, qui traversèrent la Méditerranée pour s’installer en Sicile dans le voisinage des Sicanes.
Selon la tradition mythologique, ils descendraient ainsi d'Élymos, un fils bâtard d'Anchise. Plutarque rappelle également les origines troyennes des habitants de Ségeste (ou Égeste en grec), la cité principale des Élymes et leur centre politique. C'est cette ascendance troyenne qui explique que lors de la première guerre punique la cité de Ségeste se rend immédiatement aux Romains et est traitée par eux très généreusement eu égard à leur origine commune.
Mais avant Thucydide, le logographe Hellanicos de Lesbos (480-395), mentionne les Élymes comme un peuple italique qui aurait débarqué en Sicile quelques années avant les Sicules, pour fuir les Œnôtres.

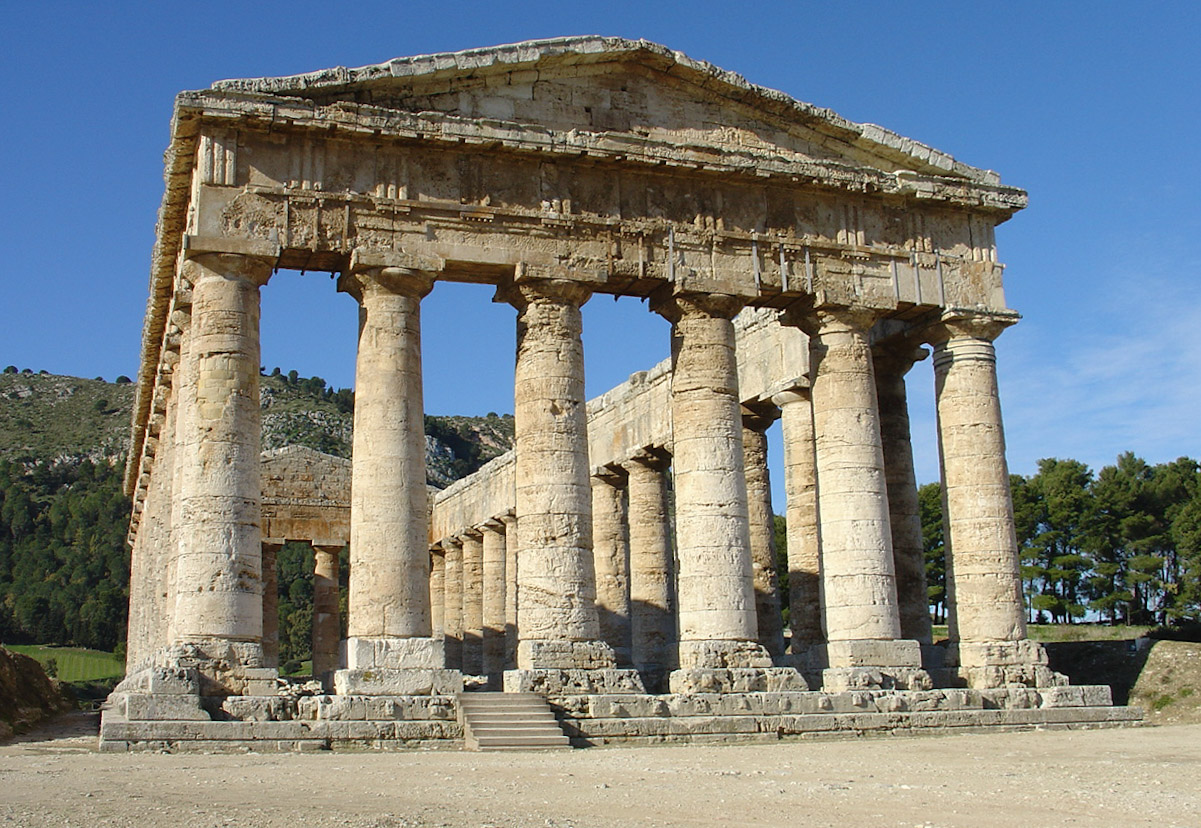
Temple élyme à Ségeste en Sicile.

Plus récemment, Luigi Pareti (1885-1962) considère les Élymes comme un peuple autochtone de Sicile, ayant subi les invasions des Sicules et des Sicanes.
Pierre Lévêque croit davantage à un peuple autochtone, influencé par l’Asie Mineure. Dans cette lignée, Jean-Yves Frétigné pense que les Élymes pourraient être un nom donné à un groupe particulier de Sicanes. Au sein du peuple sicane, les Élymes se seraient différenciés parce qu'ils auraient été, du fait de leur position géographique, plus soumis à l'influence des Carthaginois.

## Culture

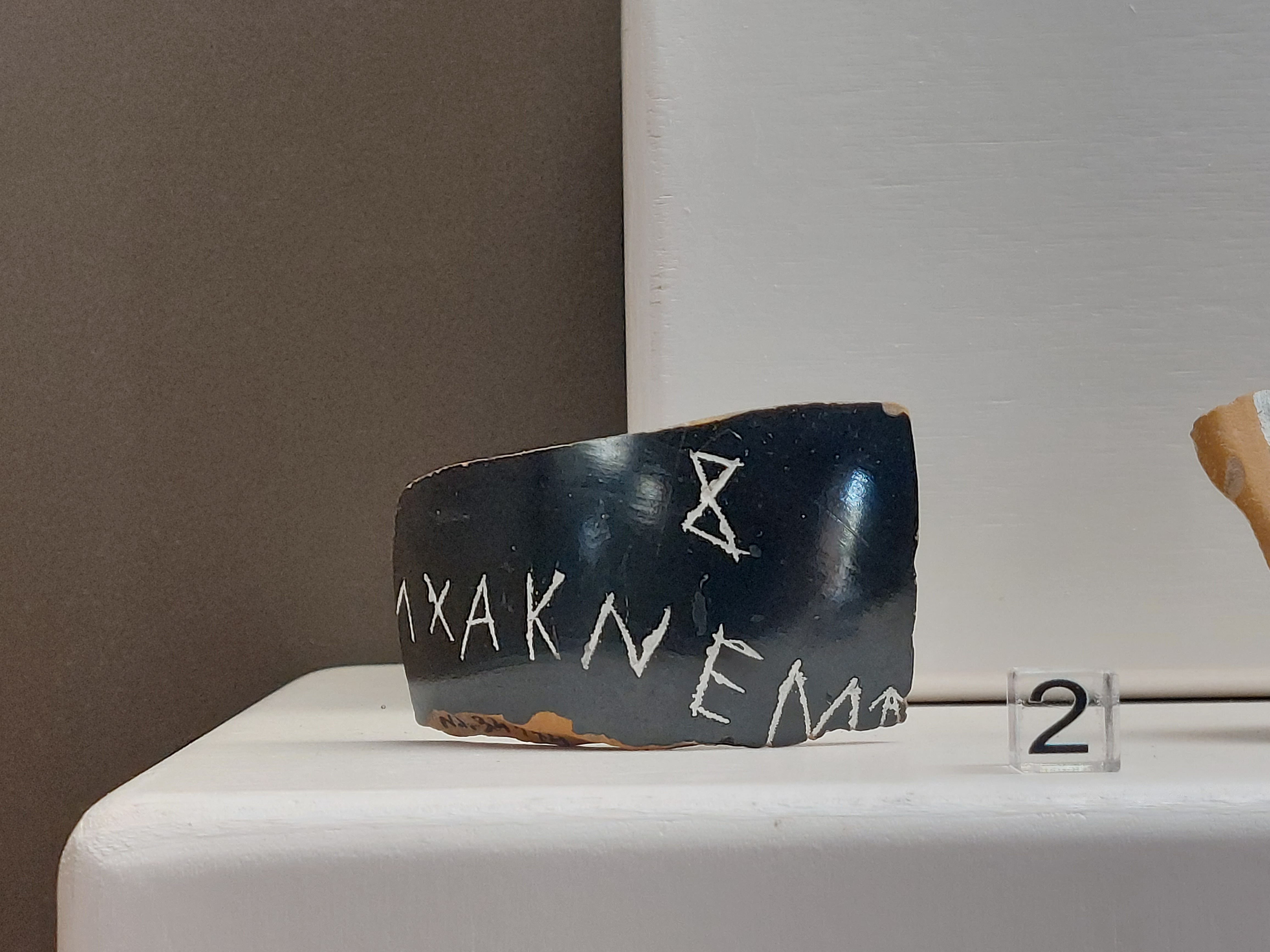
Fragment de poterie avec inscription élyme de la fin du -première moitié du, provenant de Ségeste.

Éryx était leur centre religieux. Non loin de l'actuelle Entella, on a trouvé des tablettes de bronze parmi lesquelles celle dénommée « Décret de Nakone » (du nom de la petite cité dont cette inscription en grec marque les relations avec les autres cités de Sicile).

## Histoire
Élyme, Aliciæ, Iatæ, Hypana furent leurs autres grandes cités. Ce peuple fut assez puissant pour résister à la colonie grecque de Sélinonte. Ségeste et Sélinonte s’affrontèrent effectivement quant aux frontières de leurs territoires respectifs et, en -580, Sélinonte fut vaincue.
Contrairement aux Sicanes et aux Sicules, autres peuples indigènes de l'île, les Élymes conservèrent leur autonomie vis-à-vis des Grecs, jusqu'à la conquête de la Sicile par Rome, auxquels ils s'allient au nom de l'origine troyenne commune.